# Monitor multifrecuencia
Un monitor multifrecuencia es un monitor que puede sincronizarse con varias frecuencias de escaneo horizontal y vertical.
Por el contrario, los monitores de frecuencia fija sólo pueden sincronizar con una frecuencia horizontal y vertical específica, limitando su flexibilidad. Los monitores multifrecuecia fueron muy comunes durante la década de los 90 al mismo tiempo que los ordenadores de sobremesa comenzaron a soportar un mayor número de resoluciones. 
Los monitores de frecuencia fija, y los monitores multifrecuencia que sólo soportan un grupo de frecuencias, pueden recalentar sus transformadores si reciben frecuencias de escaneo fuera de sus límites de diseño. Esto es especialmente cierto para el escaneo vertical. Algunos monitores tienen circuitos de protección que bloquean las frecuencias de escaneo inválidas. 